# Kim Dae-jung
Kim Dae-jung (; * 6. Januar 1924 auf der Insel Hauido, Sinan-gun, Provinz Zenra-nandō, Japanisches Kaiserreich, heute Südkorea; † 18. August 2009 in Seoul, Südkorea) war ein südkoreanischer Politiker. Kim war lange Zeit der Führer der Opposition, 1998 löste er Kim Young-sam als Präsidenten der Republik Korea (Südkorea) ab und übte dieses Amt bis 2003 aus. Im Jahr 2000 wurde ihm der Friedensnobelpreis verliehen.

## Leben und Werk

### Frühe Jahre
Kim Dae-jung wurde als Sohn eines Bauern auf der Insel Hauido in der Provinz Zenra-nandō geboren. Die japanische Version seines Namens Toyota Daichū (豊田大中) musste er aufgrund der soshi-kaimei Politik spätestens 1940 annehmen. Er hatte sechs Geschwister. Bis 1943 besuchte er die Handelsschule in Mokupo und fand danach eine Anstellung bei einer Schifffahrtslinie. Nach der Niederlage Japans im Zweiten Weltkrieg und der darauf folgenden Unabhängigkeit der Koreanischen Halbinsel von Japan übernahm Kim Dae-jung die Leitung der Firma und baute sie zu einer Reederei aus. Bis 1955 war er der Leiter der Reederei. Daneben war er etwa drei Jahre lang als Herausgeber der Zeitung Mokpo Daily News tätig. 1950, zu Beginn des Koreakrieges, geriet Kim Dae-jung für kurze Zeit in Gefangenschaft. Im Jahr 1957 konvertierte er zum katholischen Glauben.

### Wirken in der Opposition
Kim Dae-jung begann seine politische Karriere im Jahre 1954 als Gegenkandidat von Rhee Syng-man. Rhee wurde aber von der US-amerikanischen Regierung unterstützt. So verlor Kim die Wahl. Erst 1961 gelang es Kim, einen Sitz in der Regierung zu erlangen. Daneben absolvierte er Kurse im Fach Ökonomie an den Universitäten in Seoul und beendete dieses Studium 1970. 1963 wurde er erneut ins Parlament gewählt. 1967 trat er als Kandidat der neu gegründeten Demokratischen Volkspartei an, die die Wahl mit großer Mehrheit gewann.
Im Jahr 1971 kandidierte Kim Dae-jung gegen den amtierenden Präsidenten Park Chung-hee und unterlag gegen diesen knapp. Er verließ Südkorea im Oktober 1972 und ging nach Japan, von wo aus er die südkoreanische Opposition organisierte. Am 8. August 1973 wurde er von Agenten des südkoreanischen Geheimdienstes in Tokio entführt und sollte wohl ermordet werden. Nur durch die Intervention des amerikanischen Geheimdienstes konnte sein Leben gerettet werden. So wurde Kim Dae-jung in Südkorea lediglich unter Hausarrest gestellt. Im März 1976 wurde er verhaftet und zu fünf Jahren Haft und Aberkennung seiner Bürgerrechte verurteilt. Seine Entlassung erfolgte bereits 1978, danach stand er bis 1979 unter Hausarrest. Erst nach der Ermordung von Park Chung-hee wurden ihm seine Rechte wieder zuerkannt. Im Zusammenhang mit dem Gwangju-Aufstand, der nach der Machtübernahme durch General Chun Doo-hwan und der anschließenden Ausrufung des Kriegsrechts im Mai 1980 in Gwangju stattfand, wurden ihm Umsturzpläne angelastet, und in der Folge wurde er zum Tode verurteilt. Nach internationalen Protesten begnadigte ihn am 23. Januar 1981 Chun Doo-hwan in seiner Eigenschaft als Staatspräsident; die Todesstrafe wurde in eine lebenslange, später in eine 20-jährige Haftstrafe umgewandelt, bevor ihm 1982 schließlich die Ausreise in die USA gestattet wurde.
In den USA arbeitete er von 1983 bis 1984 als Visiting Fellow am Center for International Affairs der Harvard University in Cambridge, Massachusetts. 1985 kehrte er nach Südkorea zurück und nahm seine Rolle als Führer der Opposition wieder auf. Er wurde zwar bis 1987 wieder unter Hausarrest gestellt, konnte jedoch gemeinsam mit Kim Young-sam die Neue Koreanische Demokratische Partei aufbauen und als politische Kraft etablieren. In den ersten demokratischen Wahlen Südkoreas nach der Militärdiktatur General Chun Doo-hwans im Jahr 1987 unterlag Kim Dae-jung dem Gegenkandidaten Ex-General Roh Tae-woo. Roh gewann diese Wahl, weil Kim Dae-jung und Kim Young-sam mittlerweile als erbitterte Gegner über die weitere Entwicklung der Partei die Opposition spalteten und schwächten. Nachdem er 1992 erneut bei den Präsidentschaftswahlen unterlag, diesmal gegen seinen ehemaligen Mitstreiter Kim Young-sam, kündigte Kim Dae-jung seinen Rückzug aus der Politik an und gab als Honorarprofessor Vorlesungen an Universitäten in Südkorea, China und Moskau.

### Wirken als Staatspräsident Südkoreas

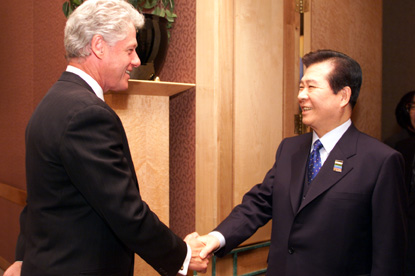
Kim Dae-jung mit Bill Clinton

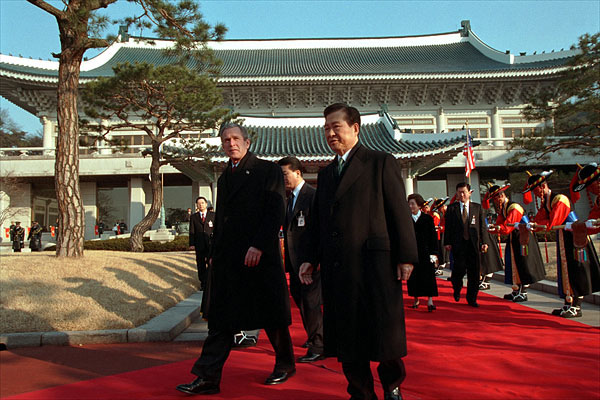
Kim Dae-jung mit George W. Bush

1995 gründete Kim Dae-jung erneut eine Partei, die er Nationalen Kongress für neue Politik nannte. Im Jahr 1997 gelang es Kim Dae-jung bei der Wahl am 18. Dezember Kim Young-sam im Präsidentenamt abzulösen, da dieser durch zahlreiche Korruptionsaffären seine Glaubwürdigkeit verspielt hatte. Kim Dae-jung schloss ein Bündnis mit den Vereinigten Linksdemokraten und wurde am 28. Februar 1998 Präsident des Landes. Als Katholik (seit 1957) hatte er seine Hausmacht im Südwesten Südkoreas, wo Gwangju die Katholikenhochburg ist. Er brach die Tradition, nach der alle seine Amtsvorgänger aus der reichen Gyeongsang-Region stammen: Park Chung-hee, Chun Doo-hwan, Roh Tae-woo und Kim Young-sam. Die Bevölkerung von Jeolla, die mit überwältigender Mehrheit für ihn gestimmt hatte, hoffte, dass er, wie bis dahin üblich, seine Heimatprovinz bei Investitionen und Aufträgen bevorzugen würde. Dies ist nur in gewissem Umfang geschehen.
1999 rief Kim Dae-jung eine Untersuchungskommission u. a. zum Jeju-Massaker ins Leben, deren Ergebnisse die Regierungsseite schwer belasteten.
Im Jahr 2000 kam das erste Treffen der Staatsoberhäupter von Süd- und Nordkorea zustande: Kim Dae-jung reiste nach Pjöngjang zu Gesprächen mit Kim Jong-il. Dieses Treffen fand im Rahmen der Sonnenscheinpolitik statt, für welche Kim Dae-jung der Friedensnobelpreis des Jahres 2000 verliehen wurde. Die treibende Kraft hinter dieser Politik war im Grunde der Übervater der Hyundai-Gruppe, Chung Ju-yung, der aus dem Norden stammt und versuchte, die Fronten durch Zahlungen an Nordkorea und Investitionen im Norden aufzuweichen.
Nach dem Ende der Amtszeit Kim Dae-Jungs 2003 förderten Ermittlungen der Justiz zutage, dass Hyundai-Gelder illegal an Nordkorea geflossen waren und Personen im Umfeld Kims hohe Summen angenommen hatten. Es wurde Kim Dae-jung außerdem vorgeworfen, von Nordkoreas Nuklearwaffenprogramm gewusst, dies aber verheimlicht zu haben.
Kim Dae-Jung starb im Alter von 85 Jahren am 18. August 2009 in einer Klinik in Seoul an den Folgen einer Lungenentzündung.
Im Rahmen der Feiern zur Beisetzung Kims am 23. August 2009 kam es überraschend zu den ersten Begegnungen hochrangiger Regierungsvertreter aus Nord- und Südkorea seit 18 Monaten. Bei dem Staatsbegräbnis für Kim Dae-jung bezeichnete der amtierende Premierminister Han Seung-soo den Verstorbenen als „große Führungspersönlichkeit der modernen Geschichte“.

## Auszeichnungen
- Bruno-Kreisky-Preis für Verdienste um die Menschenrechte (1981)
- Friedensnobelpreis für seine Beiträge zur Verständigung Südkoreas mit Nordkorea (2000)
- Ehrendoktorwürde der University of Cambridge (2001)[7]
- Freiheitspreis der Freien Universität Berlin (2007)[8]
- Alter Freund des chinesischen Volkes[9] (Ehrung)